# Gornja Obrijež
Gornja Obrijež je naselje u Republici Hrvatskoj u Požeško-slavonskoj županiji, u sastavu grada Pakraca.

## Zemljopis
Gornja Obrijež se nalaze sjeverozapadno od Pakraca, susjedna naselja su Stari Majur, Mali Banovac i Batinjani na jugu, Veliki Banovac na zapadu, te Omanovac na istoku.

## Stanovništvo
Prema popisu stanovništva iz 2011. godine Gornja Obrijež je imala 81 stanovnika.
| broj stanovnika | 253   |       |       | 304   | 352   | 438   | 432   | 571   | 402   | 483   | 410   | 321   | 302   | 284   | 77    | 81    | 84    |
|                 | 1857. | 1869. | 1880. | 1890. | 1900. | 1910. | 1921. | 1931. | 1948. | 1953. | 1961. | 1971. | 1981. | 1991. | 2001. | 2011. | 2021. |